# Здание земской управы (Валдай)
Здание земской управы — двухэтажный каменный особняк, построенный в начале XX века на Комсомольском проспекте в городе Валдай, ныне Новгородской области. Памятник архитектуры регионального значения. В настоящее время в доме разместилась и работает Центральная межпоселенческая библиотека имени Б. С. Романова Валдайского муниципального района.

## История
Земская управа в городе стала работать с 1865 года. Это учреждение являлось исполнительным органом Земского уездного собрания, которое собиралось не реже одного раза в год и под председательством уездного предводителя дворянства решало все вопросы жизнедеятельности и проблемы уезда.

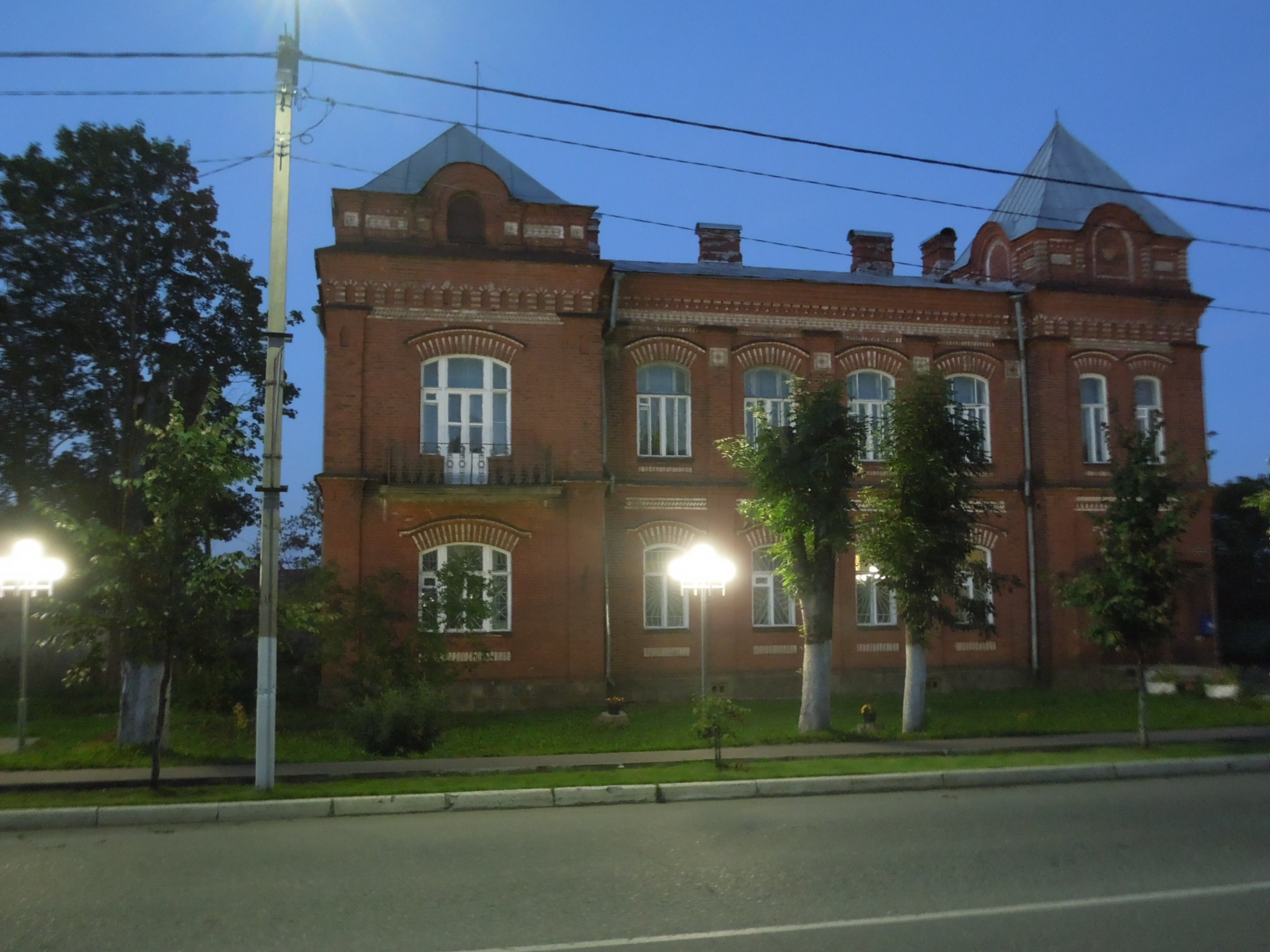
Общий вид здания

Вопрос о строительстве нового здании Земской управы впервые стал обсуждаться в мае 1901 года на внеочередном заседании собрания. Строения, которые были предложены под аренду для нужд управы, не подошли, и собрание решило возводить новое строение. По проекту стоимость предполагаемого объекта составила 15 тысяч рублей.
В 1903 году, благодаря активной позиции горожан и стараниям председателя уездной земской управы Александра Андреевича Попова, новый особняк был построен и признан красивейшим зданием в Валдае. На втором этаже были выполнены изразцовые вставки по межоконным простенкам, которые свидетельствуют о возродившемся интересе населения к фасадным изразцам, что стало особенностью русской архитектуры начала XX века.
Особняк с куполами, а также выделяющийся блистающим изяществом рустованной кладки, является визитной карточкой города Валдай.

## Центральная библиотека
После Октябрьской революции в помещениях здания стали размещаться работники Валдайского исполком, а затем — райисполкома.
С 1991 года и до настоящего времени в здании работает коллектив центральной межпоселенческой библиотеки имени Б. С. Романова Валдайского муниципального района. Помещения используются под книжные фонды, имеется читальный зал.